# 2014 au Nouveau-Brunswick
Chronologie du Nouveau-Brunswick
- 2010
- 2011
- 2012
- 2013
- 2014
- 2015
- 2016
- 2017
- 2018

Cette page concerne des événements d'actualité qui se sont produits durant l'année 2014 dans la province canadienne du Nouveau-Brunswick.

## Événements
- 8 janvier : le déraillement d'un train de la Compagnie des chemins de fer nationaux du Canada transportant du pétrole brut et du propane en provenance de Toronto prend feu à Plaster Rock, dans la partie du nord-ouest de la province, causant l'évacuation de 45 résidents. Aucun blessé n'est à déplorer[1].
- 9 janvier : selon un sondage de la firme Corporate Ressearch Associates, plus de 61 % des Néo-Brunswickois approuvent l'intervention policière de Rexton lors des manifestations contre le gaz de schiste le 17 octobre 2013[2].
- 22 janvier : le député progressiste-conservateur New Maryland—Sunbury-Ouest Jack Carr ne se présentera pas candidat aux prochaines élections provinciales[3]
- 23 février : Ronald Anderson, un sergent de l'armée canadienne de Gagetown s'est suicidé chez lui à Doaktown, à la suite du syndrome de stress post-traumatique[4].
- 11 mars : le député progressiste-conservateur de Campbellton—Restigouche-Centre Greg Davis annonce qu'il ne se représentera pas candidat à la prochaine élection[5].
- 15 au 23 mars : les Championnats du monde de curling féminin se déroulent au Harbour Station à Saint-Jean.
- 20 mars : le député progressiste-conservateur de Carleton Dale Graham ne briguera pas une sixième mandat aux prochaines élections[6]
- 21 mars : 
  - L'aréna de Saint-Arthur dans le Comté de Restigouche a été détruit par un incendie provient d'une fuite de gaz propane[7]. Personne n'a été blessé.
  - Le député progressiste-conservateur de Moncton-Crescent John Betts annonce qui ne sera pas candidat aux élections du mois de septembre[8].
- 30 avril : le député de Fundy-River Valley Jim Parrott est retourne au caucus du  Parti progressiste-conservateur à la suite de son expulsion sur le mécontent de la dualité linguistique dans le système de santé en Septembre 2012[9].
- 4 juin : une fusillade s'est produite à Moncton tuant trois policiers et blessant deux autres, alors qu'un tireur de 24 ans, Justin Bourque. est recherché par la GRC, mais il sera finalement arrêté le lendemain[10],[11].

- 27 juin : le député de Hampton-Kings Bev Harrison annonce quitte le caucus progressiste-conservateur pour siéger comme indépendant, car il se portera candidat du NPD et qu'il va briguer un nouveau mandat aux élections du mois de septembre[12].
- 8 août : Jocelyne Roy-Vienneau est nommée Lieutenant-gouverneur du Nouveau-Brunswick.
- 22 septembre : les électeurs sont appelés aux urnes pour élire les députés provinciaux dans les 49 circonscriptions néo-brunswickoises.
- 7 octobre : le gouvernement de Brian Gallant est assermenté et il devient le plus jeune premier ministre de l'histoire du Nouveau-Brunswick depuis George Edwin King à 30 ans en 1870.
- 14 octobre : à peine trois semaines de son élection, Gary Keating démissionne du poste de député de Saint John-Est, avant même la rentrée parlementaire, pour des raisons familiales et possiblement de santé[13].
- 18 octobre : le député progressiste-conservateur provincial de Riverview Bruce Fitch devient chef du parti et chef de l'Opposition officielle par intérim.
- 17 novembre : élection partielle de Saint John-Est afin d'élire un nouveau député pour remplacer Gary Keating, qui a démissionné il y a un mois.

## Décès
- 2 mars : Molly Lamb Bobak, artiste.
- 11 avril : Gérard Saint-Cyr, professeur.
- 27 juin : Edmond Blanchard, député et ministre.